# Гербы Самарской области
На 1 января 2020 года в Самарской области насчитывалось — 10 городских округов, 27 муниципальных районов.

## Гербы городских округов Самарской области
| Герб | Наименование                                         | Дата утверждения | Номер в ГГР |
| ---- | ---------------------------------------------------- | ---------------- | ----------- |
|      | Герб муниципального образования город Самары         | 26 октября 1998  | не внесён   |
|      | Герб муниципального образования город Жигулевск      | 29 декабря 2003  | 1414        |
|      | Герб муниципального образования город Кинель         | 29 апреля 1999   | 483         |
|      | Герб муниципального образования город Новокуйбышевск | 19 октября 2006  | 2634        |
|      | Герб муниципального образования город Октябрьск      | 5 августа 1986   | -           |

| Герб | Наименование                                      | Дата утверждения | Номер в ГГР |
| ---- | ------------------------------------------------- | ---------------- | ----------- |
|      | Герб муниципального образования город Отрадный    | 27 мая 2004      | 1455        |
|      | Герб муниципального образования город Похвистнево | 12 августа 1997  | 201         |
|      | Герб муниципального образования город Сызрань     | 19 марта 2002    | 1389        |
|      | Герб муниципального образования город Тольятти    | 10 января 1996   | 123         |
|      | Герб муниципального образования город Чапаевск    | 7 августа 2001   | 825         |

## Гербы муниципальных районов Самарской области
| Герб | Наименование                                             | Дата утверждения | Номер в ГГР |
| ---- | -------------------------------------------------------- | ---------------- | ----------- |
|      | Герб муниципального образования Алексеевский район       | 25 декабря 2003  | 1411        |
|      | Герб муниципального образования Безенчукский район       | 7 декабря 2005   | 2148        |
|      | Герб муниципального образования Богатовский район        | 23 июня 2004     | 1817        |
|      | Герб муниципального образования Большеглушицкий район    | 14 октября 2003  | 1334        |
|      | Герб муниципального образования Большечерниговский район | 30 октября 2002  | 1089        |
|      | Герб муниципального образования Борский район            | 26 марта 2004    | 1823        |
|      | Герб муниципального образования Волжский район           | 18 октября 2008  | 4676        |
|      | Герб муниципального образования Елховский район          | 30 января 2003   | 1175        |
|      | Герб муниципального образования Исаклинский район        | 12 ноября 1999   | 574         |
|      | Герб муниципального образования Камышлинский район       | 3 февраля 2002   | 996         |
|      | Герб муниципального образования Кинельский район         | 26 февраля 2003  |             |
|      | Герб муниципального образования Кинель-Черкасский район  | 19 декабря 2012  | 8052        |
|      | Герб муниципального образования Клявлинский район        | 18 апреля 2001   | 761         |
|      | Герб муниципального образования Кошкинский район         | 5 сентября 2005  | 2080        |

| Герб | Наименование                                             | Дата утверждения | Номер в ГГР |
| ---- | -------------------------------------------------------- | ---------------- | ----------- |
|      | Герб муниципального образования Красноармейский район    | 3 ноября 2004    | 2430        |
|      | Герб муниципального образования Красноярский район       | 29 мая 1998      | 599         |
|      | Герб муниципального образования Нефтегорский район       | 24 мая 2005      | 1915        |
|      | Герб муниципального образования Пестравский район        | 30 апреля 2003   | 1192        |
|      | Герб муниципального образования Похвистневский район     | 25 ноября 2004   | 1591        |
|      | Герб муниципального образования Приволжский район        | 11 сентября 1998 |             |
|      | Герб муниципального образования Сергиевский район        | 25 августа 2001  | 851         |
|      | Герб муниципального образования Ставропольский район     | 28 сентября 2006 | 2553        |
|      | Герб муниципального образования Сызранский район         | 29 сентября 2005 | 2077        |
|      | Герб муниципального образования Хворостянский район      | 25 ноября 2002   | 1108        |
|      | Герб муниципального образования Челно-Вершининский район | 21 июня 2001     | 790         |
|      | Герб муниципального образования Шенталинский район       | 24 декабря 2002  | 1121        |
|      | Герб муниципального образования Шигонский район          | 27 февраля 2006  | 2274        |